# Jakubany
Jakubany este o comună slovacă, aflată în districtul Stará Ľubovňa din regiunea Prešov. Localitatea se află la altitudinea de 615 m deasupra n.m., se întinde pe o suprafață de 65,71 km2 și în 2017 număra 2.836 de locuitori.

## Istoric
Localitatea Jakubany este atestată documentar din 1322.

## Demografie
| An:                | 1994 | 2004    | 2014    | 2024   |
| ------------------ | ---- | ------- | ------- | ------ |
| Număr de persoane: | 2218 | 2488    | 2740    | 2924   |
| Diferență:         |      | +12,17% | +10,12% | +6,71% |

| An:                | 2023 | 2024   |
| ------------------ | ---- | ------ |
| Număr de persoane: | 2915 | 2924   |
| Diferență:         |      | +0,30% |